# 橋本駅 (神奈川県)
橋本駅（はしもとえき）は、神奈川県相模原市緑区橋本にある、東日本旅客鉄道（JR東日本）・京王電鉄の駅。
当駅及び当駅周辺は相模原市（旧市街地）北部の交通・商業の拠点地域としての役割を持つ。

## 乗り入れ路線
JR東日本の横浜線と相模線、京王電鉄の相模原線の2社3路線が乗り入れ、相互間の接続駅となっている。京王電鉄は京王相模原管区所属。駅番号はJR東日本横浜線がJH 28、京王電鉄相模原線がKO45。
JR東日本の駅は横浜線を所属線としている。また相模線は当駅が終点である。
東海旅客鉄道（JR東海）によるリニア中央新幹線の駅が「神奈川県駅（仮称）」として併設される予定である。

## 歴史

### 年表
- 1908年（明治41年）9月23日：横浜鉄道東神奈川駅 - 八王子駅間開通時に開設[2]。
  - 当初駅計画はなく、淵野辺駅の次は相原駅の予定であった[3]。相原村長相沢菊太郎兄・安右衛門らが駅開設委員会を設立、私有地を提供して開設した[4]。
- 1910年（明治43年）4月1日：鉄道院が借上げ[2]。
- 1915年（大正4年）11月20日[5]：津久井新道（現県道515号）が橋本駅に通じる。これにより津久井方面の利用客が増加した[6]。
- 1917年（大正6年）10月1日：国有化、国鉄横浜線の駅となる。
- 1931年（昭和6年）4月29日：相模鉄道相模線厚木駅 - 当駅間延伸[7][8]。
- 1944年（昭和19年）6月1日：相鉄相模線が戦時買収私鉄として国有化、国鉄相模線となる[7][9]。
- 1945年（昭和20年）5月：国鉄橋本工場（後の国鉄大宮工場橋本車両センター）操業開始、工場へ続く側線完成。
- 1980年（昭和55年）4月1日：現駅舎（2代目・橋上駅舎）へ改築[新聞 1]。ペデストリアンデッキ完成[10]。
- 1984年（昭和59年）
  - 2月1日：貨物取扱が廃止[2]。北口の東側に1面2線の貨物ホームが存在した他、国鉄工場線から分岐し大和製罐東京工場へ続く専用線も存在した。
  - 3月：橋本車両センター閉鎖。その後設備は解体されて更地となり、しばらく放置されていたが、1986年（昭和61年）に跡地の一部を利用して忠実屋（ダイエー買収後いったん閉店の後、東急ストア（閉店））橋本店が開業したのを初めに、2000年代に入ると橋本郵便局やコーナン（2023年閉店）が開業し、再開発によって変貌を遂げた。なお、1990年頃までは専用線の一部のレールや踏切も撤去されずに残っていた。
- 1985年（昭和60年）3月14日：荷物扱い廃止[2]。
- 1987年（昭和62年）4月1日：国鉄分割民営化に伴い、国鉄の駅は東日本旅客鉄道（JR東日本）の駅となる[2]。
- 1990年（平成2年）3月30日：京王相模原線が南大沢駅から延伸開業[11]と同時に京王初の自動改札機が導入された。
- 1994年（平成6年）9月28日：自動改札機を設置し、供用開始[12]。
- 2001年（平成13年）11月18日：JR東日本でICカード「Suica」供用開始。
- 2003年（平成14年）3月6日：JR東日本の駅ビル「味の食彩館はしもと」が開業[13]。
- 2004年（平成16年）12月：京王電鉄改札内にエレベーターが設置される。
- 2005年（平成17年）1月：JR改札内にエレベーターが設置される。
- 2007年（平成19年）3月18日：京王電鉄でICカード「PASMO」供用開始。
- 2009年（平成21年）12月 - 2010年（平成22年）1月：JR橋本駅に第二面から第一面、第三面に待合室が設置される。
- 2013年（平成25年）：横浜線よくするプロジェクト で駅構内のLED照明、室内サインを改装実施
- 2014年（平成26年）3月31日：この日をもってびゅうプラザの営業を終了。
- 2018年（平成30年）2月22日：京王相模原線にて「京王ライナー」の運行が開始され、下り列車の終着駅となる[報道 1]。
- 2019年（平成31年）2月22日：京王相模原線にて、当駅始発の上り「京王ライナー」が新設される[報道 2]。
- 2020年（令和2年）2月14日 - 京王電鉄の定期券売り場が営業を終了[14]。
- 2021年（令和3年）6月3日：JR東日本の1・3番線（横浜線）ホームでスマートホームドアの使用を開始[報道 3]。
- 2022年（令和4年）3月11日：翌日のダイヤ改正により、相模線の朝夕八王子乗り入れおよび5番線の八王子行き発着を終了[報道 4]。
- 2025年（令和7年）4月1日：京王電鉄橋本駅の副駅名が「スリーボンド最寄駅」となる（2028年3月までの予定）[15]。
- 2025年（令和7年）度：JR東日本の2番線（横浜線）ホームでスマートホームドアの使用を開始（予定）[報道 5]。

### 駅名の由来
江戸時代に、橋本付近を流れる境川に架かる両国橋一帯のことを「橋本宿」と呼んだことから、「橋本」となる。

## 駅構造

### JR東日本
3面5線のホームを持つ地上駅で、橋上駅舎を有している。1 - 3番線を横浜線、4・5番線を相模線が使用している。ただし、かつて運転されていた相模線茅ケ崎方面からの八王子行の列車は5番線から発車していた。1番線が単式ホーム、2・3番線、4・5番線は島式ホームである。
ホームの相模原・南橋本寄りにもう一方の連絡通路があり、エスカレーターとエレベーターが設置されている。
町田統括センター管内の直営駅であり、管理駅として相模原駅 - 淵野辺駅間、相模線の南橋本駅- 相武台下駅間の各駅を管理している。

#### のりば
北口側を1番線として、以下の通りである。
| 番線 | 路線     | 方向 | 行先                               | 備考      |
| ---- | -------- | ---- | ---------------------------------- | --------- |
| 1    | 横浜線   | 上り | 町田・新横浜・東神奈川・桜木町方面 |           |
| 2    | 横浜線   | 上り | 町田・新横浜・東神奈川・桜木町方面 | 当駅始発  |
| 3    | 横浜線   | 下り | 相原・八王子方面                   | 一部2番線 |
| 4・5 | ■ 相模線 | 上り | 海老名・厚木・茅ケ崎方面           |           |

（出典：JR東日本:駅構内図）
- 南東方向には、主に横浜線の車両を留置している鎌倉車両センター橋本派出所がある。
- 1番線ホームと2番線ホームの間にホームがない線路（運転2番線。このため、運転番線と旅客番線はこのホーム以降異なる）がある。まれに横浜線の車両が留置されることがある。
- 相模線ホーム側隣の2線は留置線と八王子寄りの引き上げ線1本があり、主に相模線の車両が使用している。なお、八王子寄りの引き上げ線は1984年まで存在していた国鉄橋本工場の専用線の一部を転用したものである。
- 発車メロディーは、1番線が「Verde Rayo」、2番線が「Mellow time」、3番線が「Water Crown」、4・5番線が曲名不明のメロディー（2番線のみ櫻井音楽工房製、それ以外は東洋メディアリンクス製）となっている。4・5番線はスイッチを押すと必ず1コーラス流れるシステムである。
- 2022年3月12日付で、曲名不明のメロディ（4・5番線）の使用が終了。（詳しくは東洋メディアリンクスを参照）

| 運転番線 | 営業番線 | ホーム     | 横浜線東神奈川方面着発 | 入出区着発 | 相模線茅ヶ崎方面着発 | 横浜線八王子方面着発 | 引き上げ線着発 | 備考         |
| -------- | -------- | ---------- | ---------------------- | ---------- | -------------------- | -------------------- | -------------- | ------------ |
| 1        | 1        | 8両分      | 出発可                 | 入出区可   | 不可                 | 到着可               | 不可           | 上り本線     |
| 2        | なし     | ホームなし | 到着・出発可           | 入出区可   | 不可                 | 到着・出発可         | 不可           | 側線         |
| 3        | 2        | 8両分      | 到着・出発可           | 入出区可   | 不可                 | 到着・出発可         | 不可           | 中線         |
| 4        | 3        | 8両分      | 到着可                 | 入出区可   | 不可                 | 出発可               | 不可           | 下り本線     |
| 5        | 4        | 4両分      | 不可                   | 不可       | 到着・出発可         | 到着・出発可         | 入出区可       | 相模線発着線 |
| 6        | 5        | 4両分      | 不可                   | 不可       | 到着・出発可         | 到着・出発可         | 入出区可       | 相模線発着線 |

（出典：今尾恵介『JR東日本全線【決定版】鉄道地図帳vol.3 横浜支社管内編』学研プラス、2010年2月18日。ISBN 978-4-05-605764-5。）

橋本駅北口、ロータリーの夜景（2015年2月）
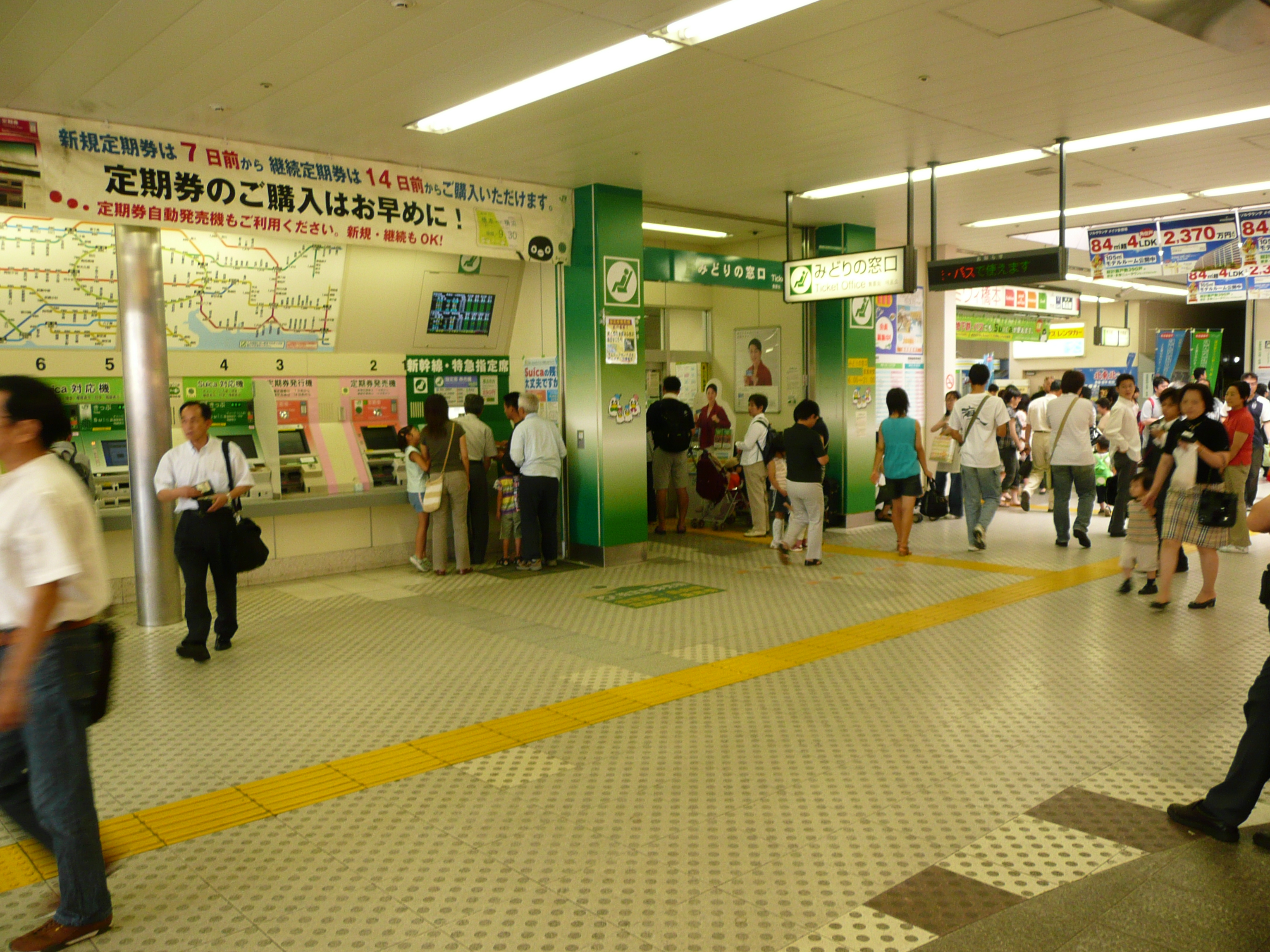
JR橋本駅構内（2007年7月16日）
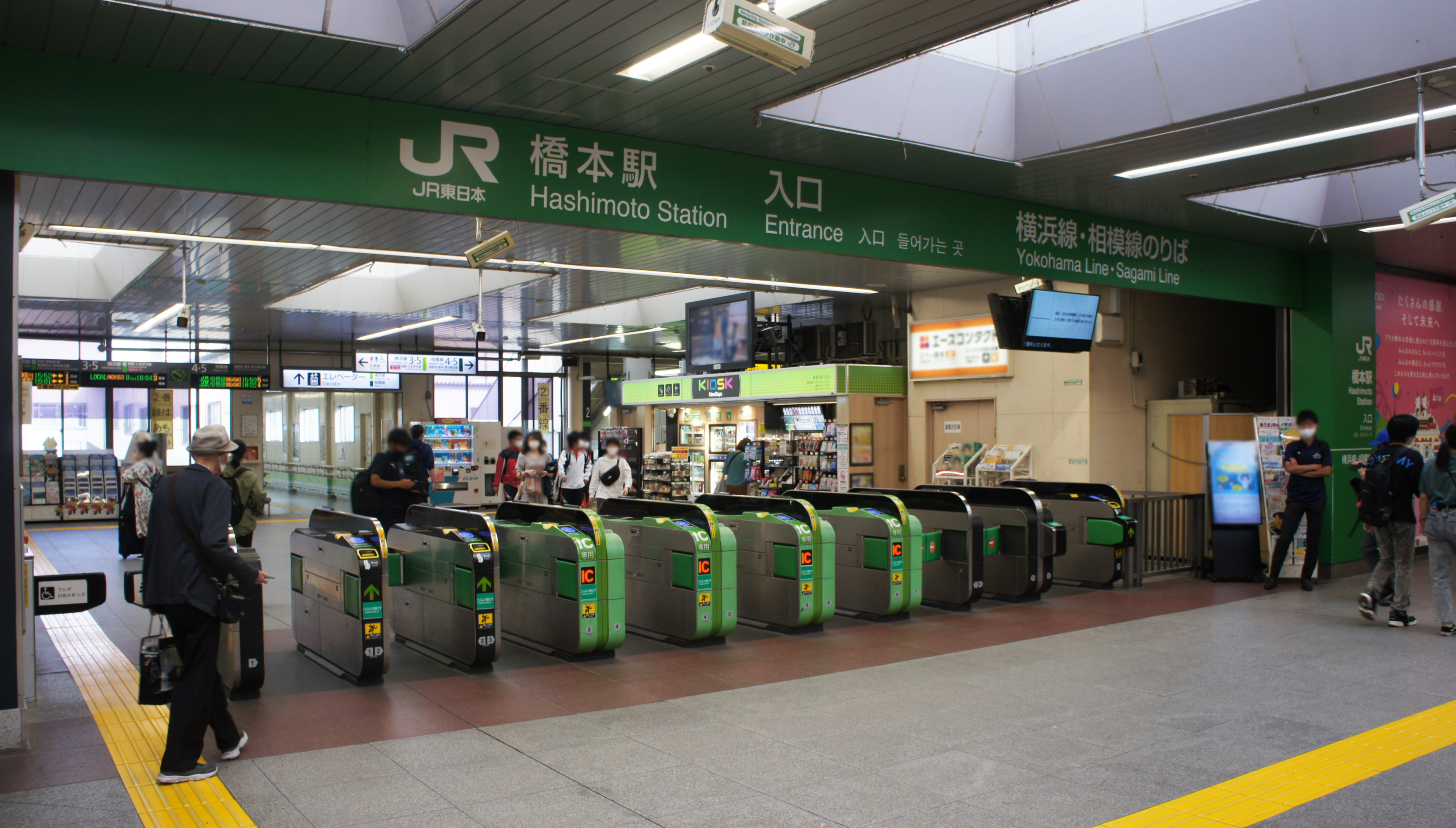
JR橋本駅改札（2021年5月）
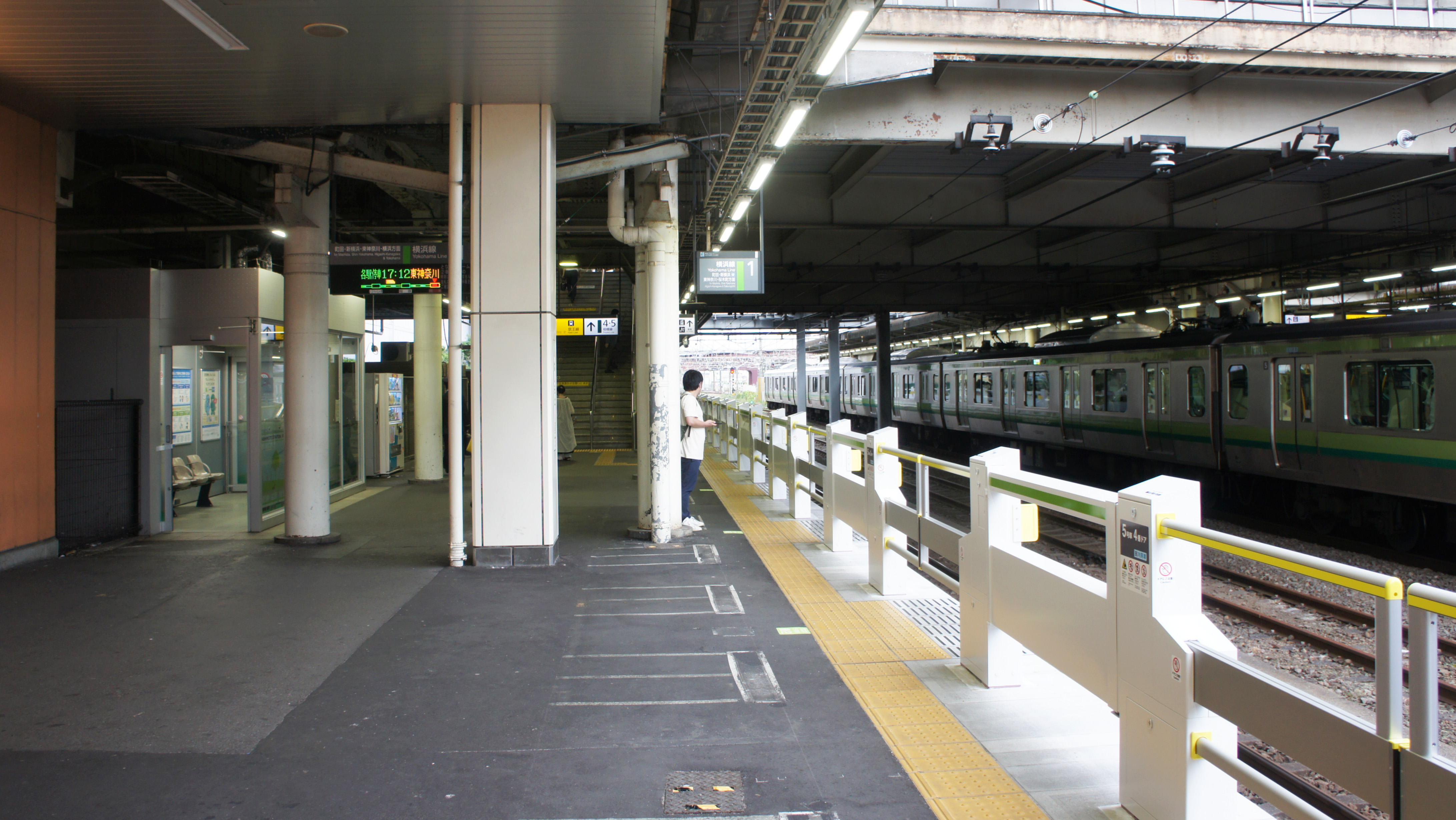
JR橋本駅1番線ホーム（2021年6月）
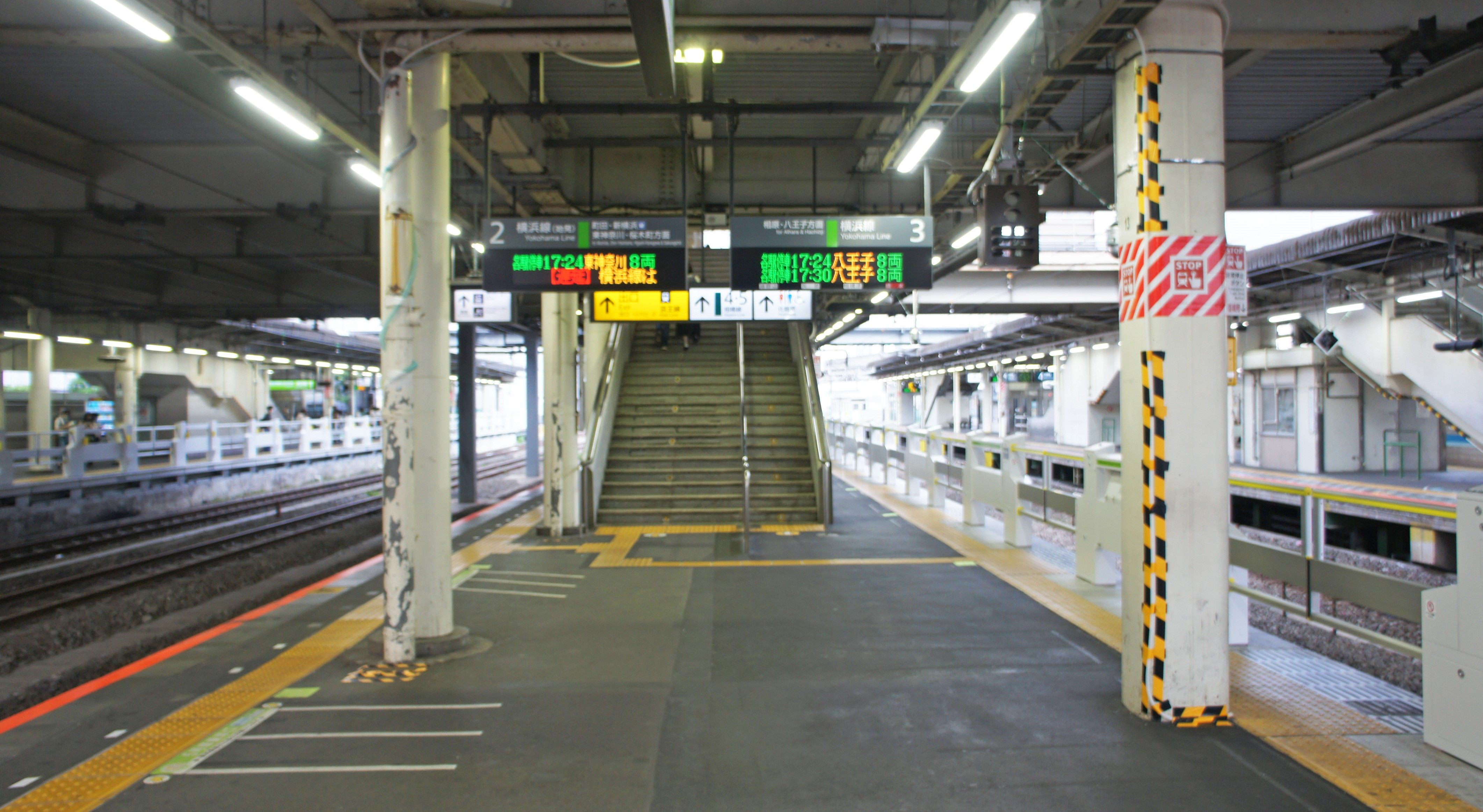
JR橋本駅2・3番線ホーム（2021年6月）
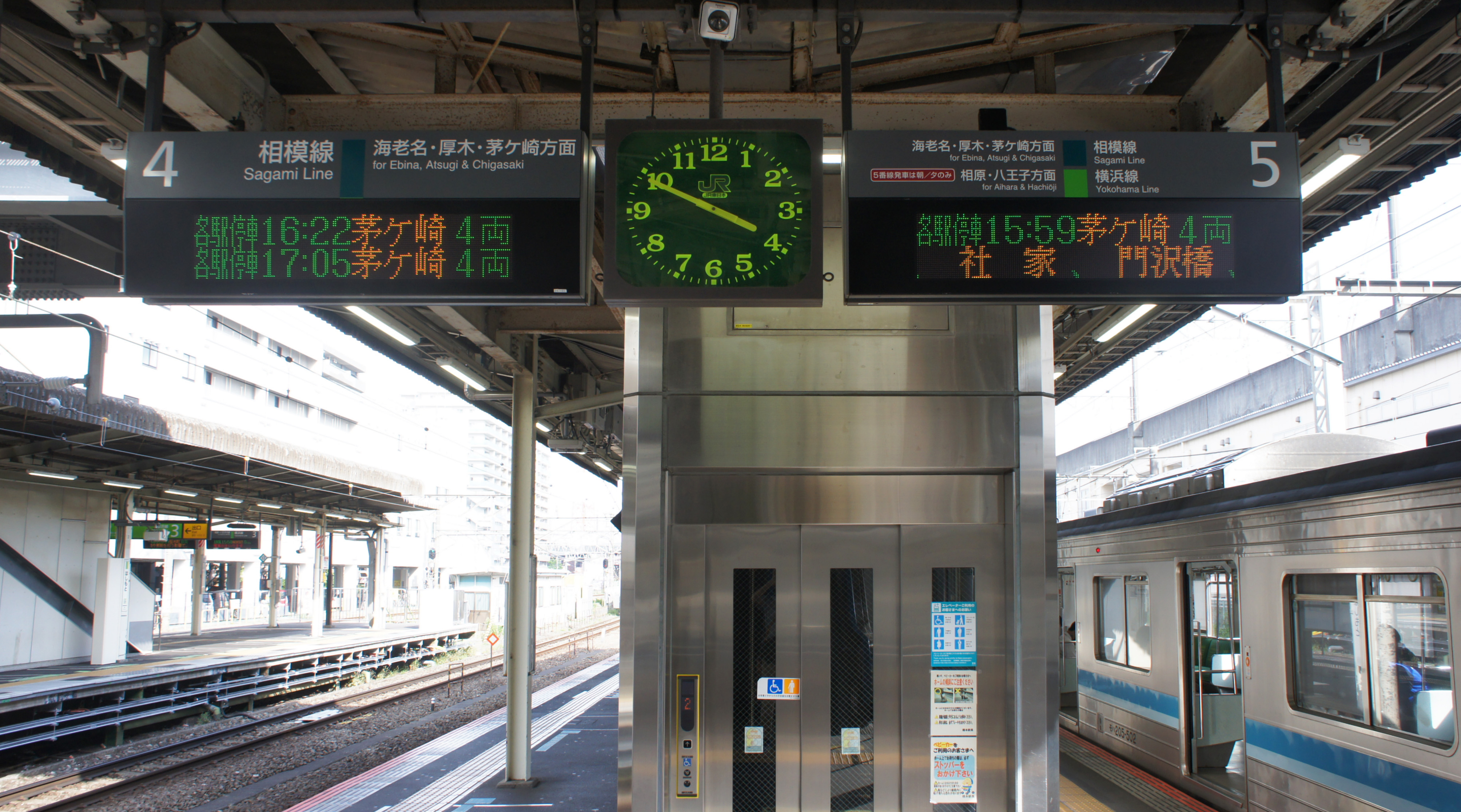
JR橋本駅4・5番線ホーム（2021年5月）
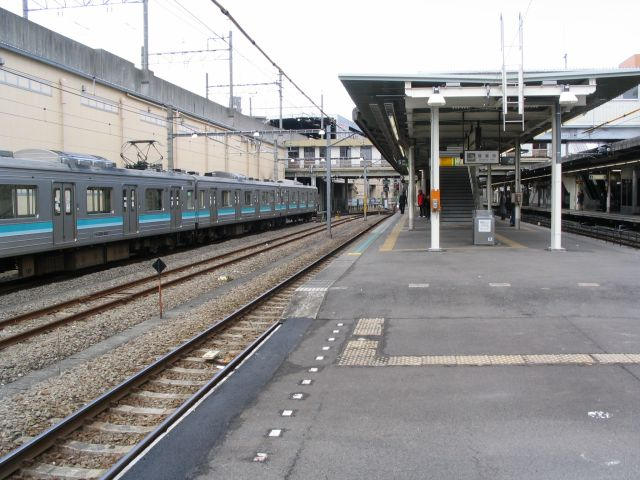
相模線ホームは電化の際に嵩上げされた跡がある（2005年2月）

#### 駅構内設備
- KIOSK - 改札階改札入って右手ほか。
- 飲食店 - 1番線隣接の「味の食彩館はしもと」内にあり、一部店舗は改札内からの利用が可能。
- みどりの窓口は1か所2窓口。過去には自動券売機コーナーの隣に窓口が一つあるのみで、周辺に大学が多い上に京王線との乗換駅であることから、新年度初めには通学定期券の購入者が長蛇の列をなす光景が見られたが、2007年3月15日に自動券売機コーナーに指定席券売機が1台設置されたことにより、若干の混雑の緩和がなされ、2008年11月にびゅうプラザ併設型に改装した際に窓口や指定席券売機の設置数を増やした。なお、びゅうプラザに関しては現在は営業を終了している。
- JR改札前の通路は、京王線コンコースと接続し南北自由通路となっている。JR利用者だけでなく、京王線やバスの利用者も通行するため、非常に混雑する。この通路沿いにいわゆる駅ナカ店舗がある。下記に一覧を示す。
  - NewDays
  - BECK'S COFFEE SHOP
  - 3COINS station
  - ビューアルッテ

### 京王電鉄
京王電鉄の駅では最南端で、唯一相模原市かつ相模国に所在する。島式ホーム1面2線を有する高架駅。ホームが3階、改札およびJR線のりばへの連絡通路が2階となる。エスカレーターとエレベーターが設置されている。当駅についてはスリーボンド社がネーミングライツを取得、2025年4月1日より副駅名が「スリーボンド最寄駅」となっている。
ホーム部分の屋根は、側壁により支持されているため、ホーム上に柱はない。

#### のりば
| 番線 | 路線     | 行先                                                       |
| ---- | -------- | ---------------------------------------------------------- |
| 1・2 | 相模原線 | 京王多摩センター・調布・明大前・笹塚・新宿・都営新宿線方面 |

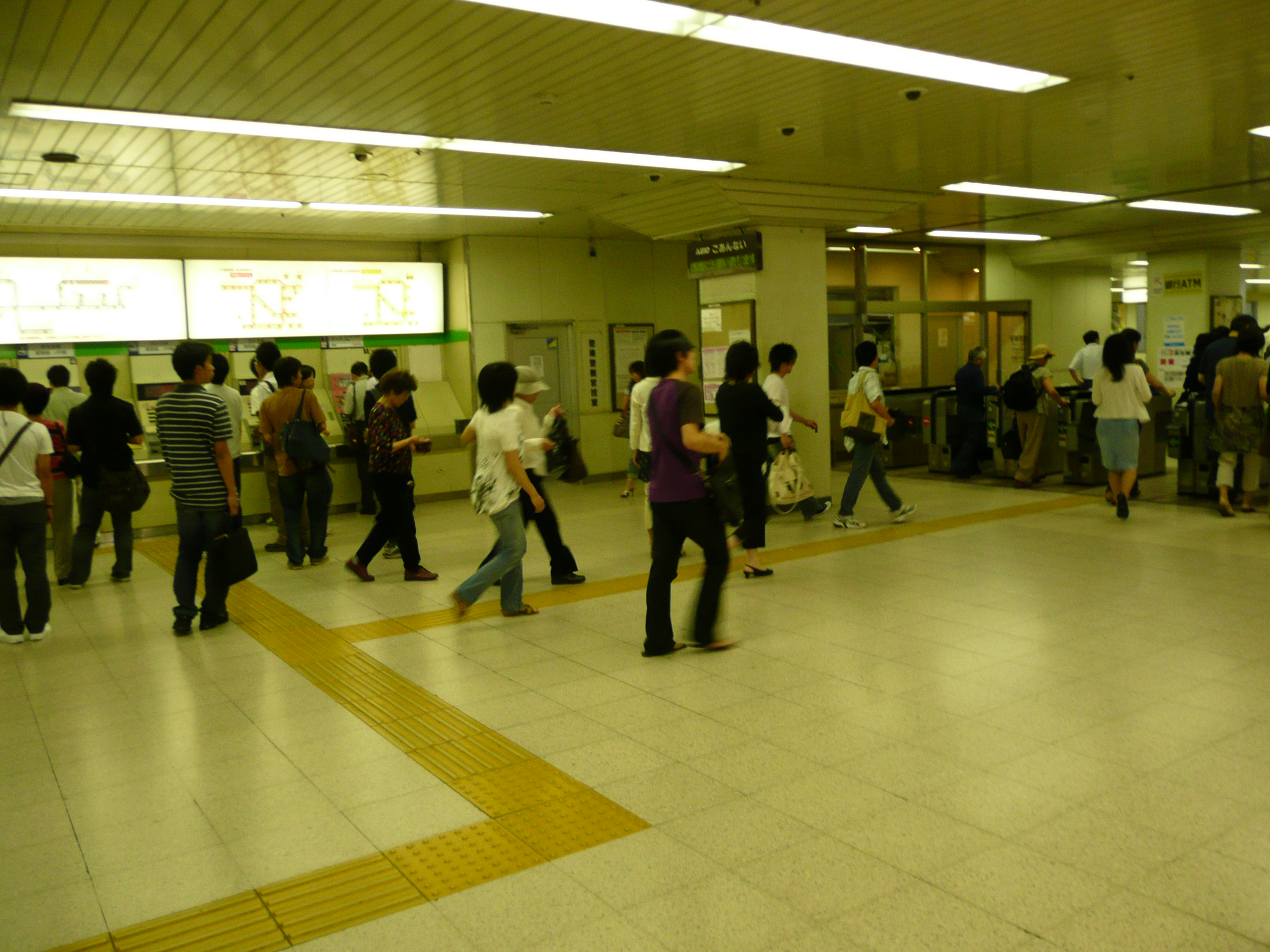
京王橋本駅構内（2007年7月）
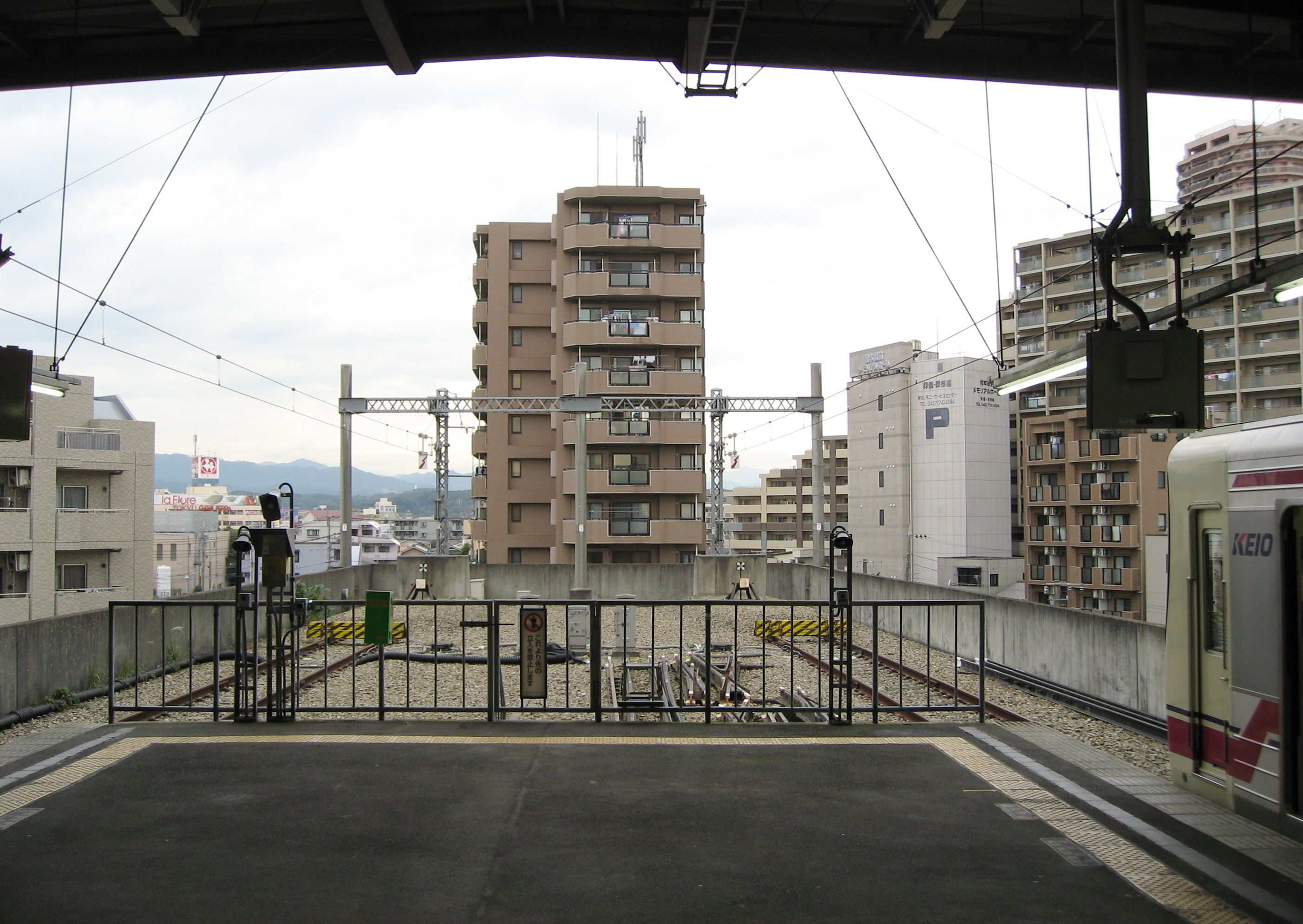
橋本駅のホームから見た京王相模原線の終端。かつては津久井湖方面への延伸も計画されていたが1988年に幻と化した。
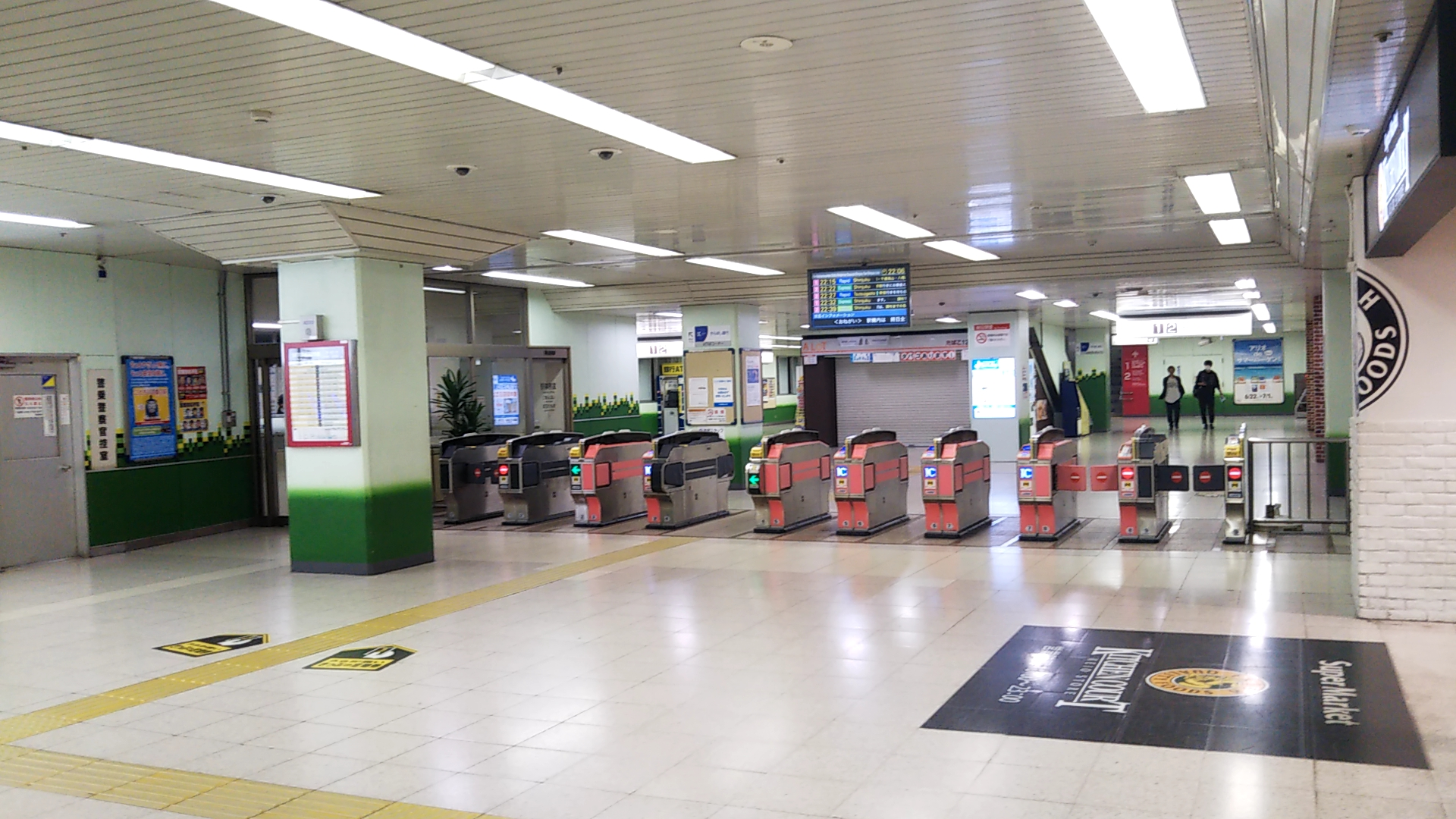
橋本駅改札口（2018年6月）

#### 駅構内設備
- ルパ

構内ではないがJR・北口方面への通路に次のような施設がある(いわゆる駅ナカ施設)
- 京王クラウン街 - 京王ストア・京王百貨店・啓文堂書店などのテナントがある。出店テナントの詳細は公式サイト「フロアマップ」を参照。
- 2階（改札階）コンコース（京王ストア前に出る出口前）に三菱UFJ銀行のATMが、コンコース（京王ストア口前付近）と改札内にきらぼし銀行のATMが、ダイソーの前にみずほ銀行のATMが設置されている。

## 利用状況
JR東日本・京王電鉄を合わせた利用者数は約20万人であり、相模大野駅を抑えて市内で最も利用者数が多い。
- JR東日本 - 2023年度（令和5年度）の1日平均乗車人員は59,596人である[JR 1]。
JR東日本の駅の中では御徒町駅に次いで第67位。横浜線内では、町田駅、八王子駅に次いで3番目に多く、相模線内では最も多い。また、相模原市内のJRの駅では最も多く、市役所などが近接する隣駅の相模原駅よりも多い。
- 京王電鉄 - 2024年度（令和6年度）の1日平均乗降人員は88,419人である[京王 1]。
同社の駅の中では、新宿駅、渋谷駅、吉祥寺駅、調布駅、下北沢駅に次いで6番目に多く、相模原線の駅では調布駅に次いで第2位である。

各年度の1日平均乗降人員推移は下表の通り（JRを除く）。
| 年度               | 京王電鉄         | 京王電鉄 |
| 年度               | 1日平均 乗降人員 | 増加率   |
| ------------------ | ---------------- | -------- |
| 1990年（平成02年） | 30,205           |          |
| 1991年（平成03年） | 41,400           | 37.1%    |
| 1992年（平成04年） | 49,822           | 20.3%    |
| 1993年（平成05年） | 55,492           | 11.4%    |
| 1994年（平成06年） | 59,798           | 7.8%     |
| 1995年（平成07年） | 63,007           | 5.3%     |
| 1996年（平成08年） | 65,411           | 3.8%     |
| 1997年（平成09年） | 66,733           | 2.0%     |
| 1998年（平成10年） | 67,917           | 1.8%     |
| 1999年（平成11年） | 68,148           | 0.3%     |
| 2000年（平成12年） | 69,406           | 1.8%     |
| 2001年（平成13年） | 72,138           | 3.9%     |
| 2002年（平成14年） | 74,185           | 2.8%     |
| 2003年（平成15年） | 78,072           | 5.2%     |
| 2004年（平成16年） | 80,105           | 2.6%     |
| 2005年（平成17年） | 82,555           | 3.1%     |
| 2006年（平成18年） | 84,043           | 1.8%     |
| 2007年（平成19年） | 87,044           | 3.6%     |
| 2008年（平成20年） | 88,320           | 1.5%     |
| 2009年（平成21年） | 88,427           | 0.1%     |
| 2010年（平成22年） | 88,065           | −0.4%    |
| 2011年（平成23年） | 87,242           | −0.9%    |
| 2012年（平成24年） | 88,377           | 1.3%     |
| 2013年（平成25年） | 91,060           | 3.0%     |
| 2014年（平成26年） | 91,265           | 0.2%     |
| 2015年（平成27年） | 94,129           | 3.1%     |
| 2016年（平成28年） | 95,914           | 1.9%     |
| 2017年（平成29年） | 97,219           | 1.4%     |
| 2018年（平成30年） | 98,838           | 1.7%     |
| 2019年（令和元年） | 98,086           | −0.8%    |
| 2020年（令和02年） | 65,241           | −33.5%   |
| 2021年（令和03年） | 74,104           | 13.6%    |
| 2022年（令和04年） | 82,307           | 11.1%    |
| 2023年（令和05年） | 86,398           | 5.0%     |
| 2024年（令和06年） | 88,419           | 2.3%     |

各年度の1日平均乗車人員推移は下表の通り。
| 年度               | JR東日本 | 京王電鉄 | 出典                |
| ------------------ | -------- | -------- | ------------------- |
| 1975年（昭和50年） | 15,977   | 未開業   |                     |
| 1980年（昭和55年） | 17,572   | 未開業   |                     |
| 1985年（昭和60年） | 22,379   | 未開業   |                     |
| 1990年（平成02年） | 28,733   |          |                     |
| 1993年（平成05年） | 44,944   |          |                     |
| 1995年（平成07年） | 42,090   | 32,227   | [ 神奈川県統計 1 ]  |
| 1998年（平成10年） | 47,340   | 34,716   | [ 神奈川県統計 2 ]  |
| 1999年（平成11年） | 47,026   | 34,463   | [ 神奈川県統計 3 ]  |
| 2000年（平成12年） | 47,613   | 35,130   | [ 神奈川県統計 3 ]  |
| 2001年（平成13年） | 49,028   | 36,527   | [ 神奈川県統計 4 ]  |
| 2002年（平成14年） | 50,265   | 37,585   | [ 神奈川県統計 5 ]  |
| 2003年（平成15年） | 52,261   | 39,444   | [ 神奈川県統計 6 ]  |
| 2004年（平成16年） | 53,550   | 40,459   | [ 神奈川県統計 7 ]  |
| 2005年（平成17年） | 54,854   | 41,699   | [ 神奈川県統計 8 ]  |
| 2006年（平成18年） | 56,286   | 42,167   | [ 神奈川県統計 9 ]  |
| 2007年（平成19年） | 58,080   | 43,275   | [ 神奈川県統計 10 ] |
| 2008年（平成20年） | 59,081   | 43,890   | [ 神奈川県統計 11 ] |
| 2009年（平成21年） | 59,049   | 43,888   | [ 神奈川県統計 12 ] |
| 2010年（平成22年） | 60,122   | 43,621   | [ 神奈川県統計 13 ] |
| 2011年（平成23年） | 60,241   | 43,135   | [ 神奈川県統計 14 ] |
| 2012年（平成24年） | 61,127   | 43,752   | [ 神奈川県統計 15 ] |
| 2013年（平成25年） | 62,755   | 45,101   | [ 神奈川県統計 16 ] |
| 2014年（平成26年） | 62,565   | 45,190   | [ 神奈川県統計 17 ] |
| 2015年（平成27年） | 64,473   | 46,530   | [ 神奈川県統計 18 ] |
| 2016年（平成28年） | 65,375   | 47,487   | [ 神奈川県統計 19 ] |
| 2017年（平成29年） | 65,871   | 48,115   | [ 神奈川県統計 20 ] |
| 2018年（平成30年） | 66,136   | 48,958   | [ 神奈川県統計 21 ] |
| 2019年（令和元年） | 65,328   | 48,510   | [ 神奈川県統計 22 ] |
| 2020年（令和02年） | 46,918   | 32,286   | [ 神奈川県統計 23 ] |
| 2021年（令和03年） | 52,078   | 37,007   | [ 神奈川県統計 24 ] |
| 2022年（令和04年） | 56,999   |          |                     |
| 2023年（令和05年） | 59,596   |          |                     |

## 中央新幹線神奈川県駅位置決定までの経緯
東京都 - 大阪市の間をほぼ直線で結んだ建設ルートが予定されるリニア中央新幹線は、神奈川県相模原市付近を通過することが想定されており、橋本駅が建設候補地となっている。2012年2月に神奈川県が『橋本駅をリニア中央新幹線中間停車駅とするよう』、JR東海側に要請する方向で調整が進んでいることを明らかにした。駅前の旧神奈川県立相原高等学校の敷地が、駅建設予定地となっている。島式ホーム2面4線と名古屋方に渡り線が設けられる予定である。同時に京王相模原線の駅をリニア中央新幹線の駅寄りに移設することも検討している。
2013年9月にはJR東海によって詳細なルートが決定・発表され、2023年現在「神奈川県駅（仮称）」として建設中である。
なお、橋本駅は、県の「北のゲート」としての構想から、相模線の複線化、倉見駅への東海道新幹線新駅設置とともに、検討が行われている。
また、橋本駅以外にも、在日米軍相模総合補給廠の一部返還が予定される相模原駅などは、小田急電鉄多摩線の延伸とともにリニア中央新幹線の誘致も求める声があった。ただし相模原駅となると米軍補給廠の真下を横断することとなり、安全保障上の観点から米軍の同意を取り付けることは非現実的であるという見方もあり、立ち消えとなっている。

## 駅周辺
神奈川県の北の入口と位置付けられ、県や市、民間が主体となった再開発が進む。また、中心市街地活性化法では相模原市の第一の都市核として認定されている。相模原市南部の中心地である相模大野（南区）に対する北部の交通・商業の中心地として機能している。
駅の北口付近には超高層マンションが立ち並び、建設ラッシュが続く。当駅を核とした市街地域や住宅地域は、北部へ境川を越えて西部に拠点のない町田市まで広がっている。駅北方は以前からの住宅街である。
駅の西（南口から600m以上離れた場所）、かつての国鉄車両センター跡地にも超高層マンションやハイテクパーク、コーナン、東急ストア、橋本郵便局、相模原北警察署が完成している。
駅の南西部は、比較的新しく開発された住宅地が津久井方面へ広がっている。かつての大山街道である旧国道16号線沿いには宿場町のイメージが残る。旧相原高校の南には工場地帯が広がる。
南口南東部の大工場地帯は、当駅付近が首都圏都市再生特別法に指定されたことを受けて超高層マンションやアリオ、電機メーカー研究所、接着剤メーカーなどが進出、または進出する予定である。

### 北口
北口には再開発の際にペデストリアンデッキが設けられ、その下はバスターミナル・タクシー乗り場になっている。このペデストリアンデッキから直接「ミウィ」、「イオン」および、飲食店等の入ったビル「味の食彩館はしもと」に行くことができる。
- 橋本駅北口再開発ビル
  - イオン橋本店 - 計画当初は「橋本そごう」が出店する予定であったが[20]、1997年にそごうの経営悪化を理由に断念し、ビル自体の規模を縮小の上でビブレが2000年（平成12年）3月4日に出店した[新聞 7]
  - カメラのキタムラ 相模原・イオン橋本店
  - サブウェイ イオン橋本店
  - ダイソー イオン橋本店
  - ブックオフ イオン橋本店
  - シティ・プラザはしもと - 5・6階に入居。相模原市が政令指定都市になってからは緑区役所が入居していたが、2013年3月17日に緑区合同庁舎に移転した。
- ミウィ橋本（2001年（平成13年）9月14日開業[新聞 8]）
  - 相模原市立橋本図書館
  - 杜のホールはしもと
  - 横浜銀行 橋本支店
- みずほ銀行 橋本支店
- りそな銀行 橋本支店
- きらぼし銀行 橋本支店
- JA相模原市旭支店
- SING橋本
  - ドン・キホーテ SING橋本駅前店
  - MOVIX橋本
  - フィットネスクラブルネサンス橋本ほか
- 橋本本町郵便局
- 橋本神明大神宮
- 香福寺
- 東横INN 橋本駅北口
- アパホテル〈相模原橋本駅前〉
- 国道16号（東京環状）
  - 八王子バイパス
- 相模原市立旭小学校
- ハードオフ・ホビーオフ東橋本店

### 南口
- アリオ橋本[新聞 9]）
- 表忠碑 - 旧相模原協同病院付近にある。山縣有朋 書。
- 国道16号（東京環状）
  - 橋本陸橋 - JR横浜線との立体交差
  - 橋本駅南入口交差点 - 地下横断道
  - 橋本五差路（橋本高架橋） - 国道129号との交点
- 国道129号 - 終点：（緑区橋本五差路交差点＝国道16号交点）
- 国道413号 - 終点：（緑区西橋本五丁目1番＝国道16号交点）
- 緑区合同庁舎
  - 相模原市緑区役所
  - 相模原北メディカルセンターほか
- 神奈川県相模原北警察署
- ロイヤルホームセンター 相模原橋本店
- 神奈川県立橋本高等学校
- 相模原市立勤労者総合福祉センター（サン・エールさがみはら）
- ラ・フロール
  - オーケー 橋本店
  - コナミスポーツクラブ
  - コジマ×ビックカメラ 橋本店
- 静岡銀行 橋本支店
- 山梨信用金庫 橋本支店
- 西武信用金庫 橋本支店
- 多摩信用金庫 橋本支店
- 橋本郵便局
  - ゆうちょ銀行 橋本店
- 橋本公園
- 相模原北公園
- 正継寺
- 相模原市立橋本小学校
- 相模原市立旭中学校

## バス路線
北口・南口双方のバスロータリーに一般路線バスが乗り入れており、神奈川中央交通と神奈中タクシー、京王バスにより運行されている。そのほか、南口バスロータリーには高速バス・空港リムジンバスも乗り入れている。

### 北口
| のりば | 運行事業者     | 系統・行先 |
| ------ | -------------- | --- |
| 1      | 神奈川中央交通 | - 橋01：三ヶ木 - 橋08：若葉台住宅 - 橋11：さがみ湖MORIMORI前 - 橋14：城山 - 橋15：城山高校前                           |
| 2      | 神奈川中央交通 | - 橋03・橋09：三ヶ木 - 橋07：鳥居原ふれあいの館 - 橋24：東京家政学院 - 橋26：法政大学                                  |
| 3      | 神奈川中央交通 | - 橋52：相模原駅北口 - 橋55：相模原駅南口                                                                              |
| 4      | 京王バス       | 南63：南大沢駅 |
| 4      | 神奈川中央交通 | 八77：八王子駅南口 |
| 5      | 神奈川中央交通 | - 橋16・橋20・橋61・橋62・橋63：法政大学 / 大戸 - 橋80：神奈中多摩車庫 - 町30・町60：町田バスセンター / 町田ターミナル |
| 6      | 神奈川中央交通 | - 橋75・橋78：多摩美術大学 - 橋76：神奈中多摩車庫                                                                      |

### 南口
| のりば | 運行事業者       | 系統・行先                                                                                               |
| ------ | ---------------- | --- |
| 1      | 神奈川中央交通   | - 橋57：田名バスターミナル / 望地キャンプ場入口 - 橋58：下九沢団地 - 橋59：田名バスターミナル / 水郷田名 |
| 1      | 神奈川中央交通   | 空港：成田空港                                                                                           |
| 1      | 富士急モビリティ | 高速：富士急ハイランド・河口湖駅方面                                                                     |
| 2      | - 南海バス       | 高速：京都・大阪・神戸方面（運休中）                                                                     |
| 2      | 神奈中タクシー   | - 橋30：相模川自然の村（相模原市コミュニティバス「せせらぎ号」）                                         |
| 2      | 神奈川中央交通   | - 橋34：上溝 - 橋36：上大島                                                                              |
| 3      | 神奈川中央交通   | - 橋41・橋41（急行）：相模原協同病院                                                                     |
| 4      | 神奈川中央交通   | - 橋27：原宿五丁目 - 橋33：上大島                                                                        |
| 5      | 神奈川中央交通   | - 橋05・橋06：小沢 / 田名バスターミナル - 橋08・橋28：若葉台住宅                                         |
| 5      | 神奈中タクシー   | - 橋30：アリオ橋本（相模原市コミュニティバス「せせらぎ号」）                                             |

## 付記
- 過去には小田急多摩線[注 3]や西武多摩川線の延伸[21]も計画されていた。
- 神奈川県内に所在する京王電鉄の駅は当駅と若葉台駅、京王稲田堤駅（いずれも相模原線）のみで、旧相模国に相当する地域に所在する京王電鉄の駅は当駅のみである。

## 隣の駅
東日本旅客鉄道（JR東日本）
 横浜線
■快速・■各駅停車
相模原駅 (JH 27) - 橋本駅 (JH 28) - 相原駅 (JH 29)
■ 相模線
南橋本駅 - 橋本駅
京王電鉄
 相模原線
- □「京王ライナー」発着駅

■特急・■急行
南大沢駅 (KO43) - 橋本駅 (KO45)
■区間急行・■快速・■各駅停車（区間急行・快速は調布まで各駅に停車）
多摩境駅 (KO44) - 橋本駅 (KO45)